# Antikensammlung der Universität Heidelberg
Die Antikensammlung der Universität Heidelberg (früher Antikenmuseum und Abguss-Sammlung der Universität Heidelberg) ist eine Einrichtung der Ruprecht-Karls-Universität Heidelberg. Sie vereint die Sammlung antiker Kleinkunst sowie die Abguss-Sammlung des Instituts für Klassische Archäologie und Byzantinische Archäologie (bis 2004: Archäologisches Institut; danach bis 2019 Institut für Klassische Archäologie). Insgesamt umfasst sie knapp 9.000 Originale verschiedener Gattungen (Keramik, Terrakotta, Metall- und Steinobjekte), rund 1.200 großformatige Abgüsse antiker Statuen, Reliefs, Büsten und Porträts sowie etwa 14.400 Kleinabgüsse (vor allem Gemmen und Münzen). Sie erfüllt damit die Funktionen einer Lehrsammlung für das Studium der Klassischen Archäologie, einer Forschungssammlung für Archäologen und Kunsthistoriker sowie eines Antikenmuseums für die Öffentlichkeit.

## Geschichte der Sammlungen

### Vorgeschichte und Gründung der Lehrsammlung
Als Friedrich Creuzer zu Beginn des 19. Jahrhunderts erstmals archäologische Lehrveranstaltungen an der Universität Heidelberg anbot, existierte noch keine archäologische Sammlung. Zu Creuzers 30-jährigem Professorenjubiläum stifteten seine Freunde und Verehrer der Universität 1834 eine kleine Sammlung antiker Kleinkunst, vor allem Gipsabgüsse von Münzen und Gemmen. Creuzer gab dieses sogenannte „Antiquarium Creuzerianum“ in die Obhut der Universitätsbibliothek, wo es 1835 in einem Schrank untergebracht wurde. Das Antiquarium Creuzerianum bildete so den Grundstock der archäologischen Sammlungen, zusammen mit dem sogenannten „Lapidarium“, einem kleinen Bestand lokaler römischer Architekturfragmente, Inschriftensteine und Kleinfunde aus den Beständen der kurpfälzischen Sammlungen.
Als eigentliches Gründungsjahr der Antikensammlung kann das Jahr 1848 gelten. Damals erreichte Creuzers Nachfolger Karl Zell (Professor in Heidelberg 1847–1855), dass das Antiquarium einen eigenen Raum in der Universitätsbibliothek erhielt. Außerdem übernahm er persönlich die Verwaltung der Bestände, wofür zuvor der Oberbibliothekar zuständig gewesen war. 1852 wurde die Sammlung auf ein zweites Zimmer ausgedehnt, nachdem Zell sie – auch durch Ankäufe – stark erweitert hatte. Unter anderem erwarb er in den Jahren seiner Lehrtätigkeit eine Sammlung von Gemmenabgüssen aus dem Nachlass von Joseph Anselm Feuerbach.

### Ausbau der Sammlung unter Stark und von Duhn (1855–1920)
Zells Nachfolger Karl Bernhard Stark (Professor in Heidelberg 1855–1879) bemühte sich ebenfalls, die archäologischen Sammlungen zu erweitern. Zu seinen wichtigsten Erwerbungen zählte die Sammlung von Friedrich Thiersch, aus dessen Nachlass 1860 eine größere Anzahl von antiken Vasen, Terrakotten und Bronzen ersteigert wurden. Zur sukzessiven Vergrößerung der Sammlung trug auch bei, dass die Heidelberger Professoren ab 1865 einen Teil ihres Honorars für öffentliche Vorträge für archäologische Neuerwerbungen stifteten. Die Neuorganisation des Philologischen Seminars durch Hermann Köchly (1865) brachte mit sich, dass Stark nicht mehr wie zuvor an der Leitung des Philologischen Seminars beteiligt war. Daraufhin beantragte er im Frühjahr 1866 die Gründung eines Archäologischen Instituts mit eigenem, regelmäßigem Etat und einer Art Studienplan zur Ausbildung von Archäologen. Mit der Genehmigung dieses Instituts im Oktober 1866 wurde die Position der Archäologie als eigenständiges Fach gestärkt. 1870 bezog das Archäologische Institut mit seiner Originalsammlung eigene Räumlichkeiten in der Augustinergasse 7.
Nach Starks frühem Tod (1879) setzte sein Nachfolger Friedrich von Duhn (Professor in Heidelberg von 1880 bis 1920) dessen Bemühungen zur Professionalisierung der Archäologie energisch fort und brachte das Archäologische Institut sowie die Antikensammlung zu großem Ansehen. Die Original- und Abguss-Sammlung wurde durch Ankäufe, aber auch durch Stiftungen von Privatleuten und Institutionen (zum Beispiel seines ehemaligen Studenten Paul Hartwig, der 1897 etwa 300 antike Vasen und Terrakotten stiftete) vergrößert. Die beträchtliche Erweiterung der Sammlungen zeigte sich etwa im Katalog der Gipsabgüsse, den von Duhn erstmals 1887 herausgab und der fünf weitere Auflagen erlebte; die sechste Auflage (1913) hatte mehr als die doppelte Seitenzahl der ersten Auflage, die Zahl der Gipsabgüsse war von 475 Stück auf über 700 angewachsen. Diesem Zuwachs trug von Duhn Rechnung durch sein Bemühen um neue Räumlichkeiten. 1882 wurde die Antikensammlung in das dem Institut benachbarte Haus Schulgasse 2 ausgeweitet. 1886 erweiterte man die Fläche darüber hinaus durch den Einbau eines Oberlichtsaals (des sogenannten „Parthenonsaals“), der vorrangig der Aufstellung von Gipsabgüssen der Skulpturen des Parthenon diente. 1904 wurden schließlich die Arbeitsräume des Instituts aus dem Gebäude ausgegliedert, was weiteren Platz für die Sammlungen schuf. Auf von Duhns Erwerbungen geht der größte Teil der archäologischen Sammlungen zurück; viele seiner Erwerbungen konnten aus Raumgründen nicht aufgestellt werden und wurden eingelagert, beispielsweise die 1918 in Auftrag gegebenen und erworbenen Abgüsse des Tropaeum Traiani bei Adamclisi (Rumänien), die erst 1965 in der Heuscheuer beim Marstall aufgestellt wurden.

### Entwicklung seit 1920 und Ausbau zum Antikenmuseum
Unter von Duhns Nachfolgern Ludwig Curtius (Professor in Heidelberg 1920–1928) und Arnold von Salis (Professor in Heidelberg 1929–1940) wurde das Antikenmuseum nicht nennenswert erweitert. 1929 zogen das Archäologische Institut und die Originalsammlung in den „Weinbrennerbau“ beim Marstall um, der größte Teil der Abguss-Sammlung blieb jedoch, letztlich bis 1971, in den alten Räumen (Augustinergasse 7/Schulgasse 2). Immer mehr Gipsabgüsse wurden eingelagert, besonders nachdem Professor Eugen Fehrle eine „volkskundliche Lehrschau“ in den Räumen der Abguss-Sammlung aufstellte, und viele von ihnen wurden dabei beschädigt oder zerstört. Während des Zweiten Weltkriegs und in der Nachkriegszeit leitete Reinhard Herbig (Professor in Heidelberg 1941–1956) das Archäologische Institut und die Sammlungen, deren 100-jähriges Jubiläum 1948 mit großem Aufwand gefeiert wurde: Der Assistent Bernhard Neutsch organisierte die Sonderausstellung (Die Welt der Griechen im Bilde der Originale der Heidelberger Universitätssammlung), die von Gastvorträgen hochrangiger Fachvertreter, von Publikationen und einem aufwändigen Festakt in der Universitätsaula umrahmt wurde.

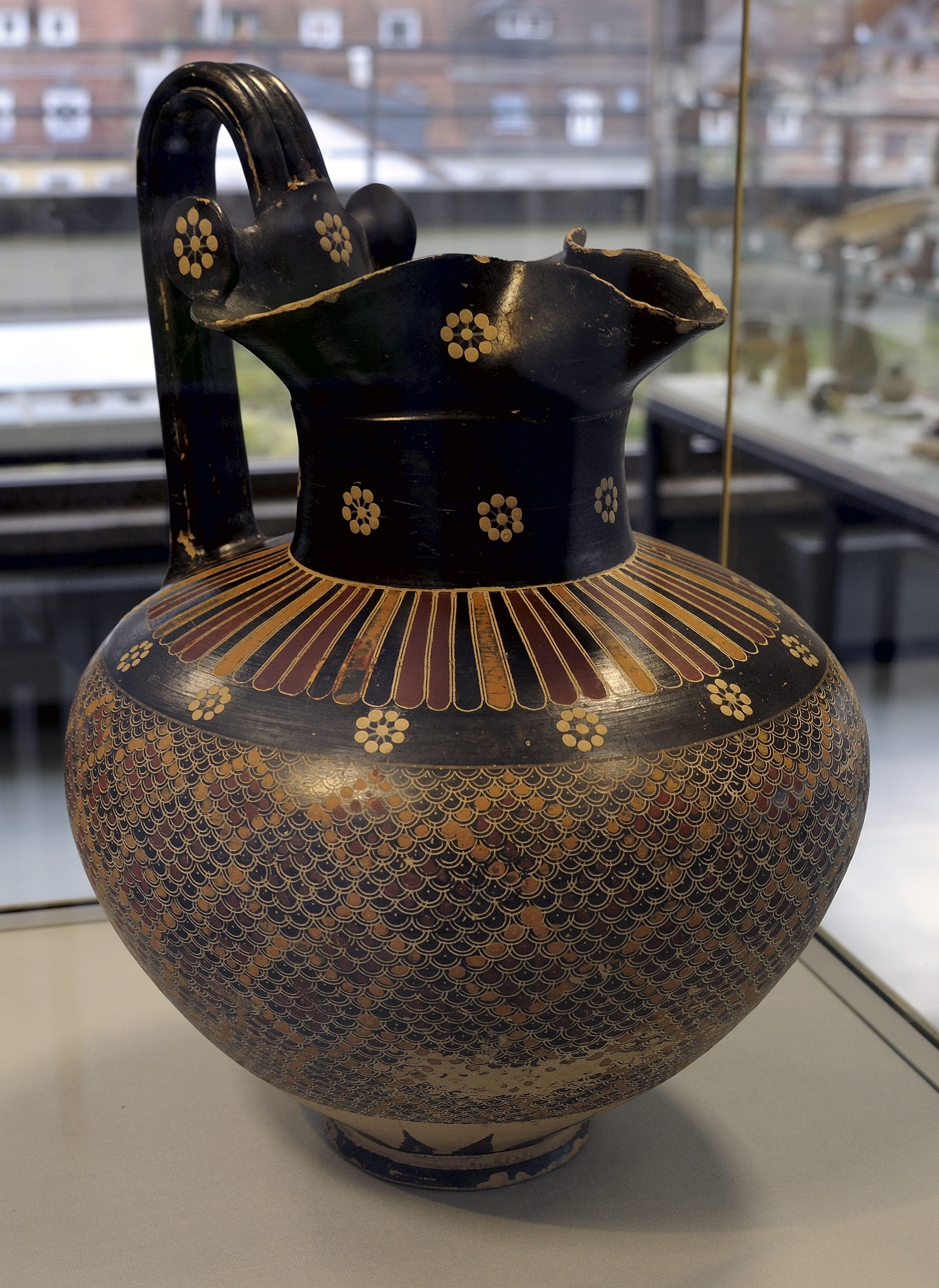
Diese protokorinthische Oinochoe (ca. 630 v. Chr.; Inventarnummer 69/4) wurde durch Roland Hampe für das Antikenmuseum erworben.

Der Lehrstuhlinhaber und Institutsleiter Roland Hampe (Professor in Heidelberg 1957–1975) leistete Entscheidendes für die Entwicklung und Förderung der Heidelberger archäologischen Sammlungen, die sich unter Hampes Ägide von einer Lehrsammlung zu einem vollwertigen Antikenmuseum entwickelten. Er schuf mehrere neue Stellen, darunter für das Antikenmuseum eine Restauratorenstelle (1961) und eine Konservatorenstelle (1963, als Akademische Ratsstelle). Die erste Konservatorin des Antikenmuseums war von 1962 bis 1992 Hildegund Gropengiesser, der Hermann Pflug von 1993 bis 2016 und Polly Lohmann ab 2017 nachfolgten. In der Erwerbungspolitik neuer Sammlungsobjekte ging Hampe systematisch vor, um Lücken in der archäologischen Lehre zu schließen und das Antikenmuseum für das Publikum attraktiver zu machen. Entsprechend seinen Forschungsinteressen bezog Hampe dabei auch die Randbereiche der Antike ein, beispielsweise die ägäische Bronzezeit. So erwarb er mehrere böotische Bronzefibeln, die zu den interessantesten Sammlungsobjekten gehörten. Die damalige Aufstellung der Keramiksammlung reflektierte auch Hampes Zusammenarbeit mit dem Bildhauer, Keramiker und experimentellen Archäologen Adam Winter, mit dem er in den 1960er Jahren die technischen Bedingungen der Keramikproduktion empirisch und experimentell untersuchte.
Seit 1966 sind das Archäologische Institut und die Sammlung antiker Kleinkunst im Neuen Kollegiengebäude am Marstallhof (das den Weinbrennerbau ersetzte) untergebracht. Bis 1974 folgte die Abguss-Sammlung in das fertiggestellte Gebäude. Unter Hampes Nachfolger Tonio Hölscher (Professor in Heidelberg 1975–2010) wurde die Erschließung der Sammlung weitergetrieben. Zu seiner Zeit erschienen sechs Kataloge der Originalsammlung. Außerdem wurden neue Dauerausstellungen eingerichtet mit dem Bronzekabinett im Erdgeschoss (1987) und mit der Schliemann-Ausstellung im Dachfoyer (1990).
Durch eine Aktion rückte das Museum 2006 in den Blickpunkt der breiteren Öffentlichkeit. Die Universität übergab im September 2006 ein kleines, 8 × 11 cm großes Bruchstück eines menschlichen Fußes aus dem Parthenon im Rahmen einer Feierstunde in der historischen Aula der Universität an den damaligen griechischen Kulturminister Giorgios Voulgarakis. Das Bruchstück war vermutlich 1871 als Mitbringsel eines Reisenden in die Heidelberger Sammlung gekommen und wurde dort nie in der Dauerausstellung gezeigt. Die Universität erklärte dazu, dass es sich hierbei um eine Aktion handele, die der besonderen Bedeutung des Parthenon-Frieses Rechnung trage und nicht auf etwaige andere Forderungen Einfluss habe. Die Rückgabe hatte ein Echo weit über Deutschland und Griechenland hinaus.

## Bestände und Ausstellung
Die ständige Ausstellung der Antikensammlung bietet einen breiten Überblick über die antiken Kulturen des Mittelmeerraumes vom 3. Jahrtausend v. Chr. bis in die römische Kaiserzeit. Ihr Schwerpunkt liegt auf der antiken Kleinkunst: dazu gehören vor allem bemalte griechische und etruskische Vasen sowie Tongefäße, -figuren, -lampen und -reliefs aus Griechenland, Italien, Zypern und Vorderasien, außerdem Bronzegegenstände, Architekturelemente. Hinzu kommen Nachbildungen (Galvanoplastiken) berühmter Funde aus Mykene, rund 900 originale Funde aus Troja (sog. Troja-Dubletten) und die griechischen Münzen, die vom Heidelberger Zentrum für antike Numismatik verwaltet werden. Die Gipsabgüsse umfassen wichtige Bildwerke von der griechischen archaischen Zeit bis in die römische Kaiserzeit; alle Objekte werden bis zum Abschluss der Sanierungsarbeiten im Erdgeschoss eingelagert.

### Originale
Wichtige Stücke der Sammlung:
- Apulischer Fischteller
- Attisch schwarzfiguriger Votivteller
- Böotischer Krater
- Korinthisierende etruskische Olpe
- Kylix des Providence-Malers
- Rhodische Kanne (Heidelberg 1)

### Abgüsse

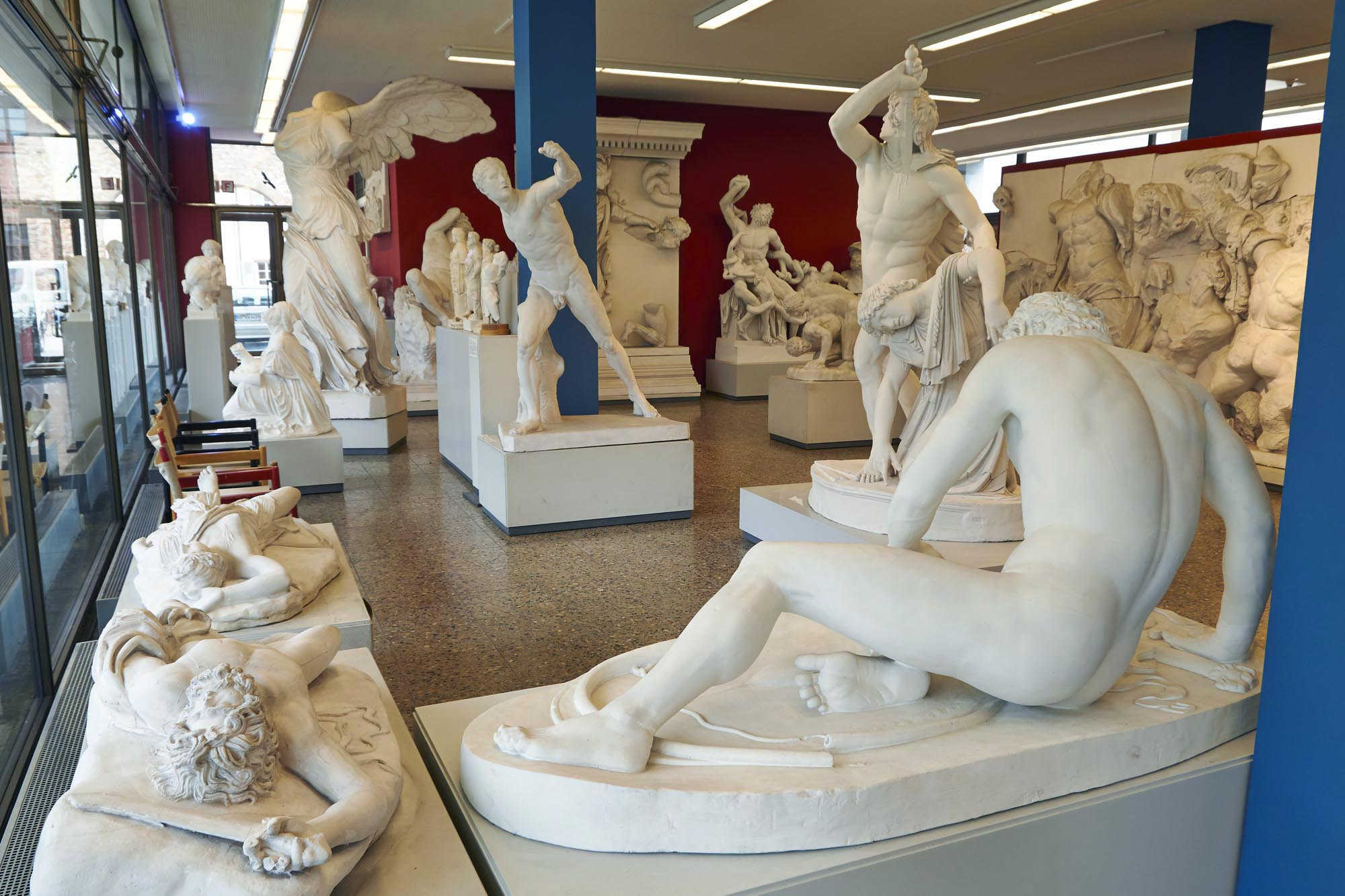
Abguss-Sammlung, Ansicht des Ostsaals

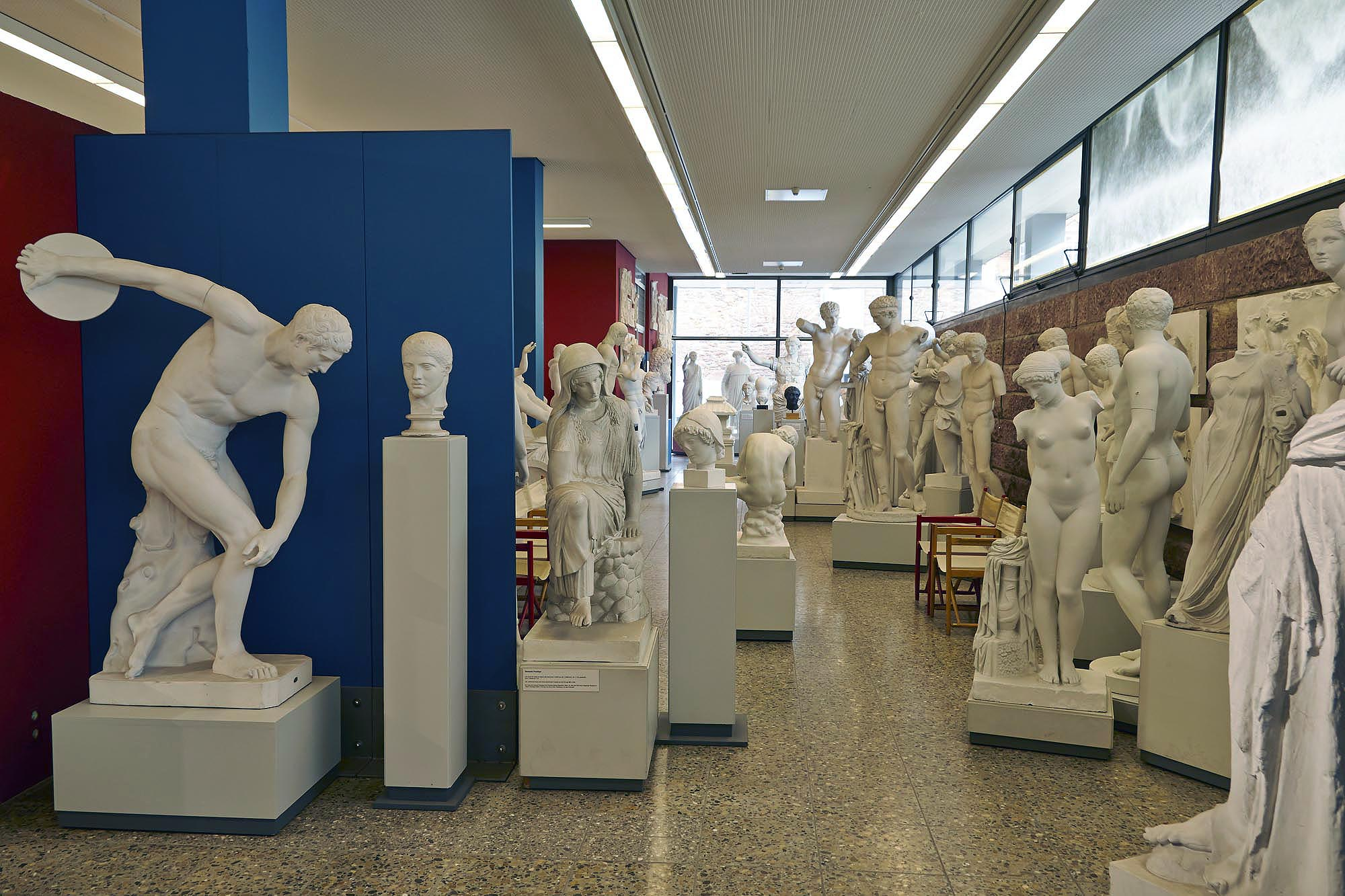
Abguss-Sammlung, Ansicht des Ostsaals

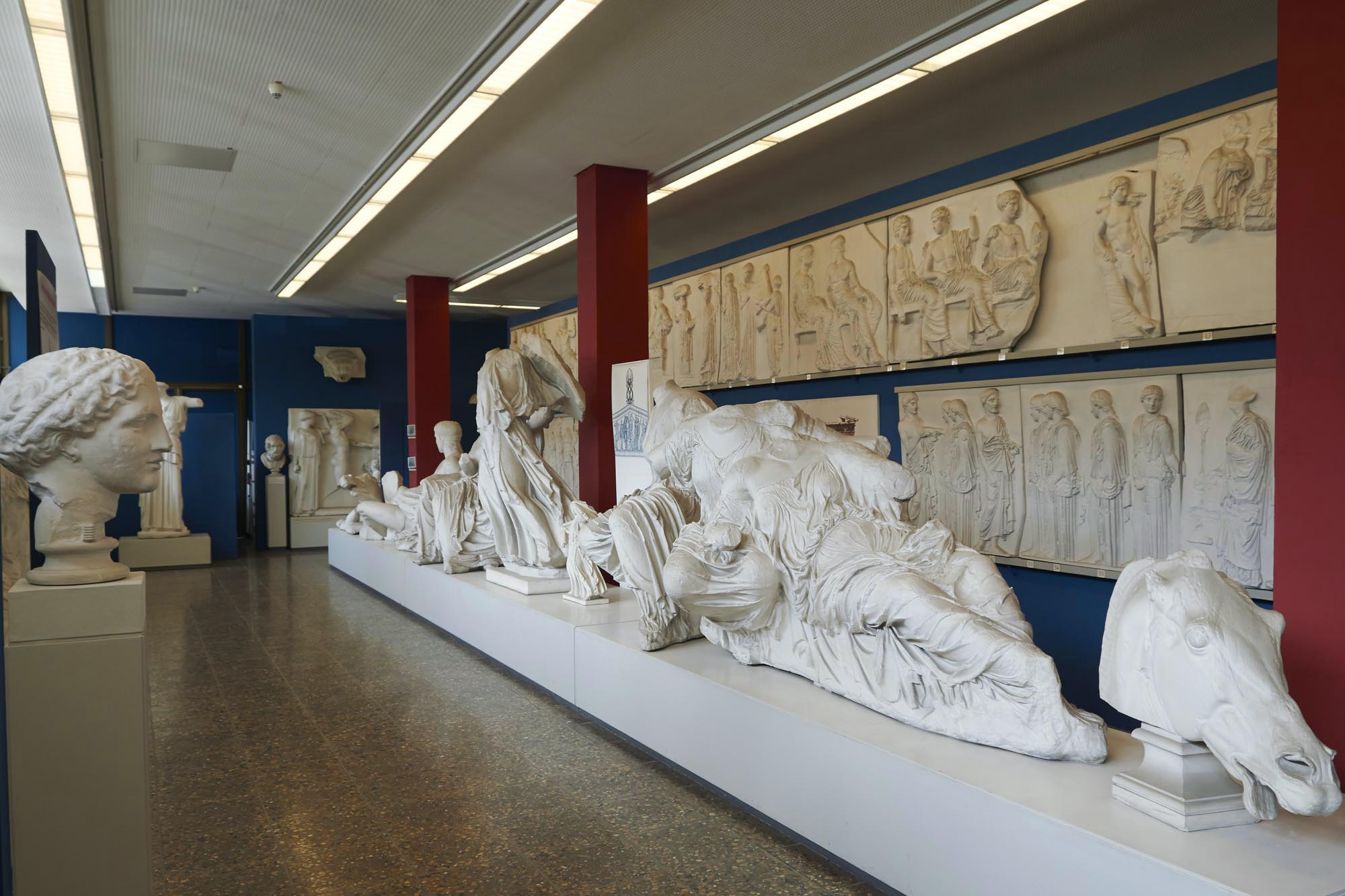
Abguss-Sammlung, Ansicht des Westsaals

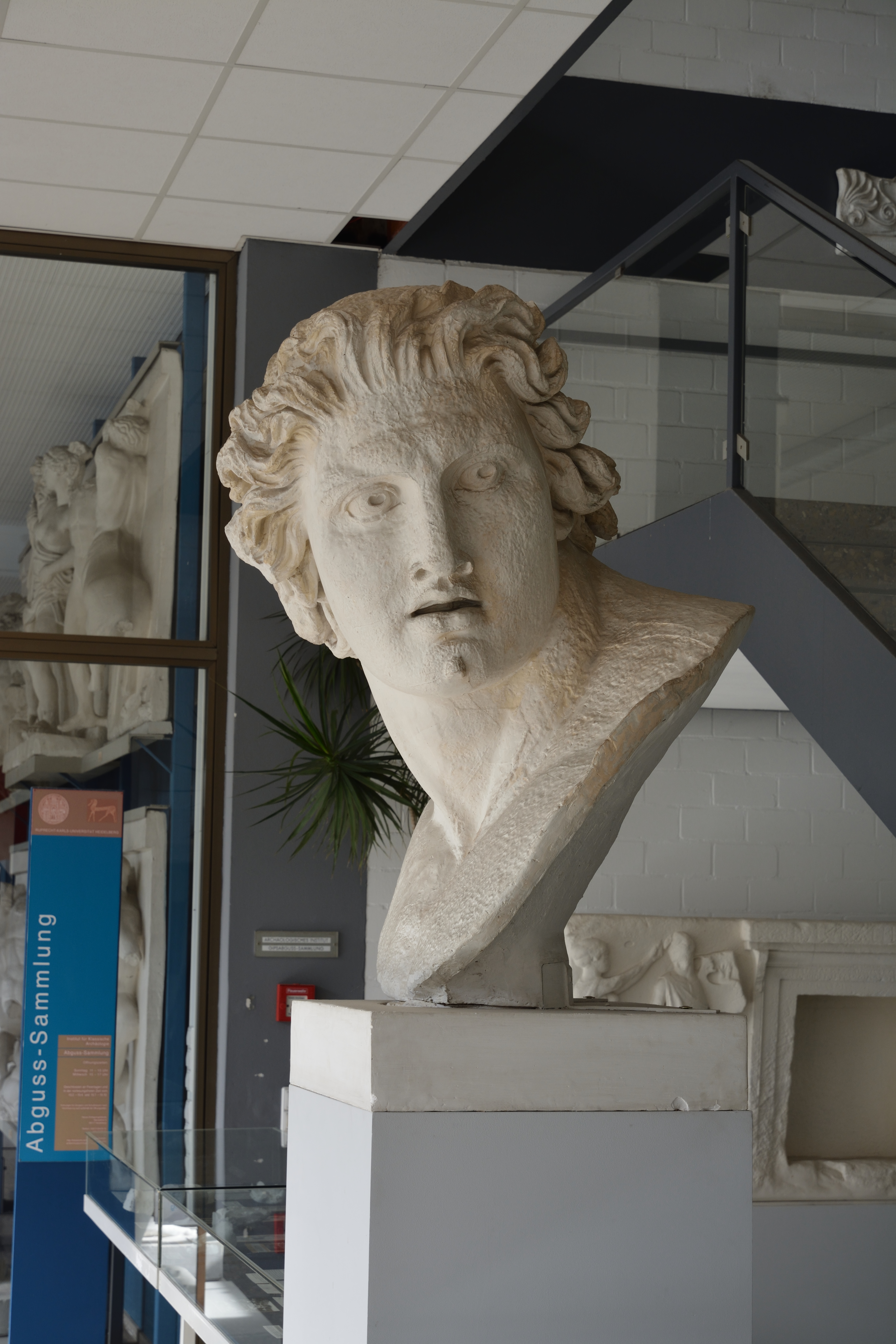
Abguss im Eingangsbereich des Kollegiengebäudes am Marstall.

Die Abguss-Sammlung der Universität Heidelberg ist mit etwa 15.600 Exponaten eine der größten universitären Sammlungen von Gipsabgüssen antiker Bildwerke. Sie umfasst etwa 1.200 Nachbildungen von Statuen, Porträts und Reliefs von der archaischen griechischen Zeit bis zur römischen Kaiserzeit; dazu kommt eine große Zahl kleinformatiger Abgüsse von Gemmen, Terra Sigillata und Münzen (circa 14.400) sowie Abdrücke von minoischen und mykenischen Siegeln (circa 12.000, siehe dazu auch Corpus der minoischen und mykenischen Siegel). Die variable Ausstellung kann den Erfordernissen des archäologischen Studiums angepasst werden, indem sie nach verschiedenen chronologischen und thematischen Schwerpunkten aufgestellt wird. Ursprünglich in den Räumen der Universitätsbibliothek aufgestellt, wurde sie 1870 zusammen mit der Originalsammlung in die Räumlichkeiten des Archäologischen Instituts in der Augustinergasse 7 überführt, wo sie nach dem Umzug von Institut und Originalsammlung in den Weinbrennerbau (1929) auch verblieb. Arnold von Salis und Reinhard Herbig konnten rotz ihrer heftigen Proteste nicht verhindern, dass große Teile der Abguss-Sammlung von 1935 bis 1945 unter widrigen Bedingungen eingelagert wurden. In den 1960er und 1970er Jahren zog die Abguss-Sammlung dann in mehreren Etappen in neue Räume am Marstall um und kam 1974 im Neuen Kollegiengebäude unter, wo sie bis zum Oktober 2016 ausgestellt war. Im Zuge der Generalsanierung des Kollegiengebäudes wird die Abguss-Sammlung von Oktober 2016 bis voraussichtlich 2022 magaziniert.
Bereits der Vorläufer der Abguss-Sammlung, das Antiquarium Creuzerianum, hatte 850 Abgüsse antiker Münzen umfasst. Unter Karl Zell kamen durch Ankäufe weitere Objekte hinzu, darunter Köpfe, Büsten, kleinere Reliefs und Statuetten. Der systematische Ausbau der Abguss-Sammlung nahm unter Karl Bernhard Stark mit einem festen Budget für Erwerbungen (1862), der Gründung des Archäologischen Instituts (1866) und dem Umzug in eigene Institutsräume (1870) weiter Fahrt auf.
So fand Starks Nachfolger Friedrich von Duhn eine Sammlung vor, „in welcher die hellenistische und römische Kunst leidlich vertreten war; die Anfänge der griechischen Kunst dagegen wie ihre Weiterentwicklung und ihre höchste Blüte im fünften und vierten Jahrhundert konnten nur in einigen ganz vereinzelten und wenig bedeutenden Proben vorgeführt werden; eine Erweiterung war räumlich so gut wie ausgeschlossen, die Bewegung in den Sammlungsräumen war gefährlich, beides für Abgüsse wie für Beschauer, die Aufstellung war naturgemäss eine weder ästhetischen noch historischen Gesichtspunkten entsprechende.“
Im Zuge der Systematisierung und Neuorganisation des archäologischen Studiums in Heidelberg nahm von Duhn sich vor und erreichte es auch, ein breites Spektrum von Anschauungsmaterial für die akademische Lehre zusammenzutragen. So erwarb er beispielsweise 1886 gleich 64 Abgüsse vom Parthenon der Athener Akropolis nach Originalen im Besitz des Britischen Museums, darunter 21 Figuren des Ost- und Westgiebels, acht Metopenplatten, 34 Platten des Frieses und einen Löwenkopf-Wasserspeier. Damit ließ sich der Bauschmuck in einem größeren Zusammenhang studieren, nicht nur ausgewählte Architekturdetails. Die Aufstellung dieser Gipsabgüsse erfolgte 1886, zum 500-jährigen Jubiläum der Universität Heidelberg, in einem eigens errichteten Oberlichtsaal, dem sogenannten „Parthenonsaal“.
1887 veröffentlichte von Duhn den ersten Katalog der Abguss-Sammlung, das Kurze Verzeichnis der Abgüsse nach antiken Bildwerken im archäologischen Institut der Universität Heidelberg, das bis 1913 fünf neue Auflagen erlebte. Während dieser Zeit wuchs die Zahl der Gipsabgüsse von 475 Stück auf über 700; dazu kamen kleinformatige Werke, etwa ein Exemplar der Daktyliothek von Tommaso Cades (aus dem Jahre 1836), die der Baron Alexander von Bernus dem Archäologischen Institut zunächst als Leihgabe und 1903 als Geschenk überließ.
Die räumliche Ausstattung hielt jedoch mit diesem Zuwachs nicht Schritt, so dass die Abgüsse immer enger aufgestellt wurden. Von Duhns Bemühungen um zusätzliche Räumlichkeiten für die Abguss-Sammlung waren nicht erfolgreich. Von 1936 bis 1947 wurde die Abguss-Sammlung in den Keller der Neuen Universität ausgelagert. Erst unter dem Institutsdirektor Roland Hampe besserte sich die Aufstellungssituation, nachdem die Originalsammlung und die Abguss-Sammlung im neuen Kollegiengebäude am Marstallhof zusammengeführt wurden. In diesem Zusammenhang wurden die Bestände restauriert und in zunehmendem Maße der Öffentlichkeit präsentiert. Bereits 1965 wurden die Abgüsse des Tropaeum Traiani aus Adamclisi, die Friedrich von Duhn 1918 erworben hatte, in der zu einem Hörsaalgebäude ausgebauten Heuscheuer am Marstall ausgestellt. Der 1966 fertiggestellte Westteil des Neuen Kollegiengebäudes am Marstall, in dem das Antikenmuseum und ein Teil der Abguss-Sammlung unterkamen, wurde 1969 eingeweiht. 1971 folgte der Ostsaal, in den 1974 weitere Exponate der Abguss-Sammlung zogen. Seitdem wurde die Abguss-Sammlung über vier Jahrzehnte lang im Erdgeschoss des Neuen Kollegiengebäudes sowie in den Treppenhäusern präsentiert. Ab den 1990er Jahren wurde die Abguss-Sammlung vor allem durch antike Porträts ergänzt. Auch die Öffentlichkeitsarbeit geriet stärker in den Fokus der Institutsleitung, so dass sie in regelmäßiger Abfolge Ausstellungen gestaltete, sowohl mit eigenen als auch mit fremden Beständen. Unter anderem war von 2011 bis 2012 die Wanderausstellung Bunte Götter – Die Farbigkeit antiker Skulptur im Antikenmuseum ausgestellt.
Auch im 20. Jahrhundert erhielt die Abguss-Sammlung mehrmals Zuwachs. 1950 gelangten 39 Abgüsse aus der im Krieg weitgehend zerstörten Staatlichen Kunsthalle Karlsruhe als Dauerleihgabe nach Heidelberg, 1969 weitere 35 Abgüsse aus der zerstörten Sammlung des Reiß-Museums in Mannheim. Nach der Auflösung des Archäologischen Seminars der Universität Mannheim (2002) überführte der nach Heidelberg versetzte Professor Reinhard Stupperich die Lehrsammlung des Seminars mit zahlreichen Abgüssen und Originalen nach Heidelberg.

### Münzsammlung
Die Sammlung griechischer und römischer Münzen geht auf die Frühzeit der Antikensammlung zurück, auf Creuzers Privatsammlung. Durch Ankäufe wurde diese im Laufe der Jahre erweitert, so dass die Münzsammlung mittlerweile rund 5.000 Stück zählt. Die römischen Münzen wurden 1957 dem Seminar für Alte Geschichte und Epigraphik übergeben, während der kleinere Bestand griechischer Münzen beim Antikenmuseum blieb. Die Betreuung der gesamten Münzbestände liegt beim Heidelberger Zentrum für antike Numismatik, das zur Erschließung und Präsentation der Bestände ein „Digitales Münzkabinett“ (IKMK) eingerichtet hat.

## Personal
Direktoren
- 1848–1855 Karl Zell
- 1855–1879 Karl Bernhard Stark
- 1879–1880 Curt Wachsmuth (kommissarisch)
- 1880–1920 Friedrich von Duhn
- 1920–1929 Ludwig Curtius
- 1928–1929 Karl Lehmann-Hartleben (interim)
- 1930–1939 Arnold von Salis
- 1940–1941 Fritz Schachermeyr
- 1941–1956 Reinhard Herbig
- 1957–1975 Roland Hampe
- 1975–2009 Tonio Hölscher
- seit 2009 Diamantis Panagiotopoulos

Kuratoren
- 1961–1993 Hildegund Gropengiesser
- 1993–2017 Hermann Pflug
- 2017 Nicolas Zenzen (interim)
- seit 2018: Polly Lohmann

### Sammlungskataloge
- Friedrich von Duhn: Kurzes Verzeichnis der Abgüsse nach antiken Bildwerken im Archäologischen Institut der Universität Heidelberg. 6 Auflagen, Heidelberg 1886–1913
  - 1. Auflage 1887, 74 Seiten
  - 2. Auflage 1893, 95 Seiten
  - 3. Auflage 1899, 111 Seiten
  - 4. Auflage 1902, 125 Seiten
  - 5. Auflage 1907, 140 Seiten (Digitalisat)
  - 6. Auflage 1913, 170 Seiten (Digitalisat)
- Katalog der Sammlung antiker Kleinkunst:
  - Band 1: Wilhelm Kraiker: Die rotfigurigen attischen Vasen. Berlin 1931. Nachdruck Mainz 1978, ISBN 3-8053-0169-3
  - Band 2: Roland Hampe und andere: Neuerwerbungen 1957–1970. Mainz 1971
  - Band 3,1: Brigitte Borell: Statuetten, Gefässe und andere Gegenstände aus Metall. Im Anhang Grabfunde aus dem Tessin. Mainz 1989, ISBN 3-8053-0970-8
  - Band 3,2: Helga Donder: Die Fibeln. Mainz 1994, ISBN 3-8053-1537-6
  - Band 4: Rita Perry: Die Campanareliefs. Mainz 1997, ISBN 3-8053-1827-8
  - Band 5: Cornelia Thöne: Die griechischen und römischen Tonlampen. Mainz 2004, ISBN 3-8053-2980-6
  - Band 6: Dorothea Michel: Die Fragmente römischer Wanddekorationen. Mainz 2004, ISBN 3-8053-3292-0
  - Band 7: Ortwin Dally: Die Architekturfragmente aus Terrakotta und Kalkstein. Mainz 2006, ISBN 978-3-8053-3455-6
  - Band 8: Paola Porten Palange: Die reliefverzierte italische Terra Sigillata (im Druck)
- Corpus Vasorum Antiquorum Deutschland:
  - Band 10, Heidelberg 1, von Konrad Schauenburg, München 1954
  - Band 23, Heidelberg 2, von Margot Schmidt, München 1962
  - Band 27, Heidelberg 3, von Fulvio Canciani, München 1966
  - Band 31, Heidelberg 4, von Hildegund Gropengiesser, München 1970, ISBN 3-406-00931-X
- Roland Hampe, Hildegund Gropengiesser: Aus der Sammlung des Archäologischen Institutes der Universität Heidelberg (= Werke der Kunst in Heidelberg. Band 2). Springer, Berlin/Heidelberg/New York 1967 (Digitalisat).

### Publikationen über die Sammlungen
- Hildegund Gropengiesser, Roland Hampe: Aus der Sammlung des Archäologischen Institutes der Universität Heidelberg. Springer, Berlin/Heidelberg/New York 1967 (Digitalisat)
- Hildegund Gropengiesser, Roland Hampe: 125 Jahre Archäologische Sammlungen der Universität. In: Ruperto Carola. Zeitschrift der Vereinigung der Freunde der Studentenschaft der Universität Heidelberg. 26. Jahrgang, Heft 53, August 1974, S. 31–34.
- Nicolas Zenzen (Herausgeber): Objekte erzählen Geschichte(n). 150 Jahre Institut für Klassische Archäologie. Eine Ausstellung im Universitätsmuseum Heidelberg, 26. Oktober 2016 bis 18. April 2017. Institut für Klassische Archäologie, Heidelberg 2016, ISBN 978-3-00-054315-9.